# Bruno Caliman
Bruno Caliman (Itamaraju, 15 de outubro de 1976) é um compositor brasileiro. Canções compostas por ele já foram gravadas por grandes e novos nomes da música popular brasileira como Bruno & Marrone, Luan Santana, Gusttavo Lima, Gian & Giovani, Raça Negra, Marcos & Belutti, Fernando & Sorocaba, Lucas Lucco, Sophia Abrahão, Munhoz & Mariano, Léo Magalhães, Jorge & Mateus, Gabriel Gava, entre outros.

## Biografia
Filho de pai capixaba e mãe baiana, Bruno Caliman, viveu parte dos primeiros anos nas cidades Marilândia e Vila Velha (ambas no Espírito Santo) e depois viveu também na cidade baiana Itamaraju e até que se mudou para a cidade de Teixeira de Freitas, na Bahia. 
Sendo compositor letrista de grandes sucessos da música brasileira em vários gêneros musicais, como Domingo de Manhã, Locutor, Seu polícia, 24 Horas, Já não sei mais Nada, Fiorino , "Te Esperando", "Escreve aí", " Mármore", "Gaveta", Lápis de Cera", "E.T", "Sogrão Caprichou", "Parede Branca", "Enquanto há Tempo", "Campeão de Audiência", "O Destino", "Dois Passarinhos", "Poeira da Lua", "Camaro Amarelo", Romântico anônimo, Oi, beber cair e levantar. Essas são as mais famosas, mas o talentoso Bruno, tem um histórico gigante, de grandes sucessos. 
Bruno começou a compor depois que entrou em uma banda que chamava-se Panela Puc em Itamaraju, banda que tocava besteirol estilo Mamonas Assassinas ao qual era compostas por (Bruno Violão, vocais e cavaquinho), (Leandro Vocal), (Alysson, bateria e percussões), (Gabriel Paixão Guitarra e violões), (Vanilson, Tecladista), (João Luiz, Baixista) e (Bilú, Bateria e percussões). A banda durou até meados de 1998, e Bruno seguiu tocando nas calçadas, barzinhos acompanhado apenas de seu fiel escudeiro, o violão, começou a gravar também, pequenos jingles publicitários, e de tanto ouvir que cada jingle criado deveria ser tipo um chicletinho, no sentido de ter que grudar, nesse caso, na mente das pessoas, não teve outro caminho, Bruno criou os sucessos que ouvimos hoje e que ficam em nossa mente.
Segundo Bruno, o início de sua carreira, coincidiu com o novo boom da música sertaneja no Brasil, mas como sempre ouvia muito Renato Teixeira, Almir Sater, Pena Branca  & Xavantinho, ele acabou se identificando com essa turma. 
Bruno se considera um cientista maluco, onde seu dormitório é o seu laboratório, onde ele mistura as coisas para ver se explode, não é a toa que o artista tem músicas classificadas até em festivais de MPB, musicas gravadas na Espanha, Argentina e Portugal, além de trilhas sonoras de novelas. Bruno tem uma nova canção que ele criou para o filme A Onda da Vida do diretor capixaba José Augusto Muleta. Por ser um artista multimídia, Bruno assinou o roteiro do novo DVD da dupla Fernando & Sorocaba, intitulado "Anjos de Cabelos Longos" que será lançado em 2015, é um curta que complementa os clipes do DVD.
Em julho de 2020, foi co-autor da letra da música sertaneja "Investe em Mim" ao lado de Zé Vaqueiro Estilizado (Wesley dos Santos Vieira) e Dill Meireles. A música gravada e lançada pelo cantor cearense Jonas Esticado, que atingiu o primeiro lugar nas mais tocadas brasileiras do Spotify.

## Calimanismo
Com o passar do tempo, Bruno Caliman foi criando um estilo próprio, que muita gente apelidou de "calimanismo". Segundo ele mesmo, é falar de amor sem usar o verbo amar.

## Composições
| Sertanejo               | Sertanejo           | Sertanejo | Sertanejo            |
|                         | Artista             | Composição | Lançamento           |
| Brasil                  | Vários Artistas     | Beber, Cair e Levantar | 2007                 |
| Minas Gerais            | Paula Fernandes     | Beijo Bom | 2018                 |
| Goiás                   | Bruno e Marrone     | Já Não Sei Mais Nada / Seu Polícia | 2011                 |
| Mato Grosso do Sul      | Luan Santana        | Sogrão Caprichou / Te Esperando \| Escreve Aí / Parede Branca / Assim Oh ! / Enquanto Há Tempo (música tema do Criança Esperança 2016) /Água Com Açúcar | de 2013 \| a 2019    |
| São Paulo               | Marcos e Belutti    | Domingo de Manhã \| Poeira da Lua / Par de Asas / Romântico Anônimo / Eu Era                                                                            | 2014 \| 2015         |
| Mato Grosso do Sul      | Munhoz e Mariano    | Camaro Amarelo (música do ano 2012 do Domingão do Faustão) / Bombeiro                                                                                   | 2012                 |
| Minas Gerais            | Gusttavo Lima       | Jejum de Amor | 2014                 |
| Espírito Santo (estado) | Gabriel Gava        | Fiorino / Máquina do Amor / Papapapow | 2012                 |
| Paraná                  | Fernando e Sorocaba | Gaveta \| Mármore \| Família Furacão / Seu herói / Alívio / Anjo de cabelos longos / Nao me compare com eles / Nove Entre Dez                           | 2013 \| 2014 \| 2016 |
| Goiás                   | Jorge e Mateus      | Campeão de Audiência / Contrato | 2016 e 2018          |
| São Paulo               | Gian e Giovani      | De Qualquer Maneira (part. Nanda Bel) | 2011                 |
| Minas Gerais            | Léo Magalhães       | Locutor / 24 Horas / Oi / Chamou, Chamou | 2007                 |
| Minas Gerais            | Lucas Lucco         | Destino / Passarinho \| Adivinha / Luxo / 1003 | 2014 \| 2015         |
| Goiás                   | Wanessa Camargo     | Boquinha de Açúcar \| Anestesia | 2016 \| 2017         |
| Goiás                   | Lauana Prado        | Cobaia | 2018                 |
| Ceará                   | Jonas Esticado      | Investe em Mim | 2020                 |
| Samba/Pagode            | Samba/Pagode        | Samba/Pagode | Samba/Pagode         |
|                         | Artista             | Composição | Lançamento           |
| Rio de Janeiro          | Dilsinho            | Péssimo Negócio | 2019                 |
| Pop                     | Pop                 | Pop | Pop                  |
|                         | Artista             | Composição | Lançamento           |
| Rio de Janeiro          | Luiza Possi         | Pensando Bem | 2016                 |
| São Paulo               | Sophia Abrahão      | Se Vira / Pelúcia / Bom Dia / Tipo Assim / Valeu Demais / Nós Três                                                                                      | 2015                 |
| México                  | Lucah               | Domingo en la Mañana | 2016                 |
| São Paulo               | Tiê                 | Amuleto | 2017                 |
| Rio Grande do Sul       | Luísa Sonza         | Chico / Iguaria / Onde é Que Deu Errado? | 2023                 |
| Axé                     | Axé                 | Axé | Axé                  |
|                         | Artista             | Composição | Lançamento           |
| Bahia                   | Babado Novo         | 15 Mil por Mês | 2014                 |
| Forró                   | Forró               | Forró | Forró                |
|                         | Artista             | Composição | Lançamento           |
| Paraíba                 | Lucy Alves          | Caçadora | 2017                 |
| ----------------------- | ------------------- | --- | -------------------- |